# Santa Rosa, Susupuato
Santa Rosa är en ort i Mexiko.   Den ligger i kommunen Susupuato och delstaten Michoacán de Ocampo, i den södra delen av landet, 140 km väster om huvudstaden Mexico City. Santa Rosa ligger 1 205 meter över havet och antalet invånare är 138.
Terrängen runt Santa Rosa är lite bergig. Runt Santa Rosa är det ganska glesbefolkat, med 36 invånare per kvadratkilometer. Närmaste större samhälle är Ixtapan del Oro, 19,4 km öster om Santa Rosa. I omgivningarna runt Santa Rosa växer huvudsakligen savannskog.